# Fernando de Leyba
Don Fernando de Leyba (1734-1780) était un officier espagnol qui fut le troisième gouverneur de la Haute-Louisiane de 1778 jusqu'à sa mort.  

## Biographie
Natif de Ceuta, Fernando de Leyba intègre un régiment de l'infanterie espagnole à l'âge de 18 ans en tant que cadet. Affecté en Louisiane, alors occupée par l'Espagne, il devient capitaine en 1768 et sert d'abord à la Nouvelle-Orléans puis dans l'Arkansas. Il est nommé le 14 juin 1778 au poste de gouverneur de la Haute-Louisiane. Immédiatement lors de sa nomination à ce poste, il a été ordonné par Bernardo de Gálvez de se tenir au courant des événements qui se produisent dans la Guerre d'indépendance des États-Unis et de garder toute correspondance avec un agent américain secret et le signalez à Galvez.
De Leyba rencontre George Rogers Clark, à peine deux mois plus tard, lorsque Clark, victorieux à Kaskaskia, visite Saint-Louis et s'entretient avec lui. Craignant une attaque de Détroit, Clark suggère que De Leyba fortifie la ville mais il devra faire de son propre chef car aucun renfort ne serait fourni par don Bernardo de Gálvez.
La guerre est déclarée entre l'Espagne et la Grande-Bretagne en juin 1779, et la bataille de Saint-Louis l'année suivante. Compte tenu de l'avertissement, De Leyba réussit à rassembler 1000 piastres, dont 400 de ses propres deniers, pour la construction du Fort San Carlos. Déjà profondément endetté à cause de ses dons envers les Indiens, le gouverneur n'a pas les moyens pour payer l'ensemble du fort.  En tout état de cause, alors qu'une seule tour a été achevée, l'attaque britannique est repoussée le 26 mai. Après leur échec, les assaillants dévastent les fermes environnantes lors de leur retraite.  
La santé de Leyba est chancelante et il meurt le 28 juin. Après sa mort, le général Galvez était suffisamment impressionné pour promouvoir le gouverneur, à titre posthume, au rang de Lieutenant Colonel.
Après la mort de Leyba, bon nombre de villageois des environs de Saint-Louis commencent à le blâmer pour leurs problèmes et à écrire des lettres anonymes au gouvernement de la Nouvelle-Orléans, détaillant son supposé mauvais comportement. Certaines personnes ont commencé à le traiter de Benedict Arnold espagnol. En 1831, William Primm écrit un exposé dans lequel il déclare que le gouverneur n'avait pas seulement vendu la poudre à canon à l'ennemi, mais qu'il avait agit d'une manière lâche lors de sa mission et délibérément gêné la défense du village. Plusieurs autres faits ont été rapportés par des survivants une cinquantaine d'années après la bataille. Ces accusations ont été attestées par de nombreux historiens pour une grande partie du XIXe siècle et ce n'est que récemment que certains ont commencé à reconsidérer le rôle que De Leyba a joué dans la défense de la frontière américaine.